# 上川神社

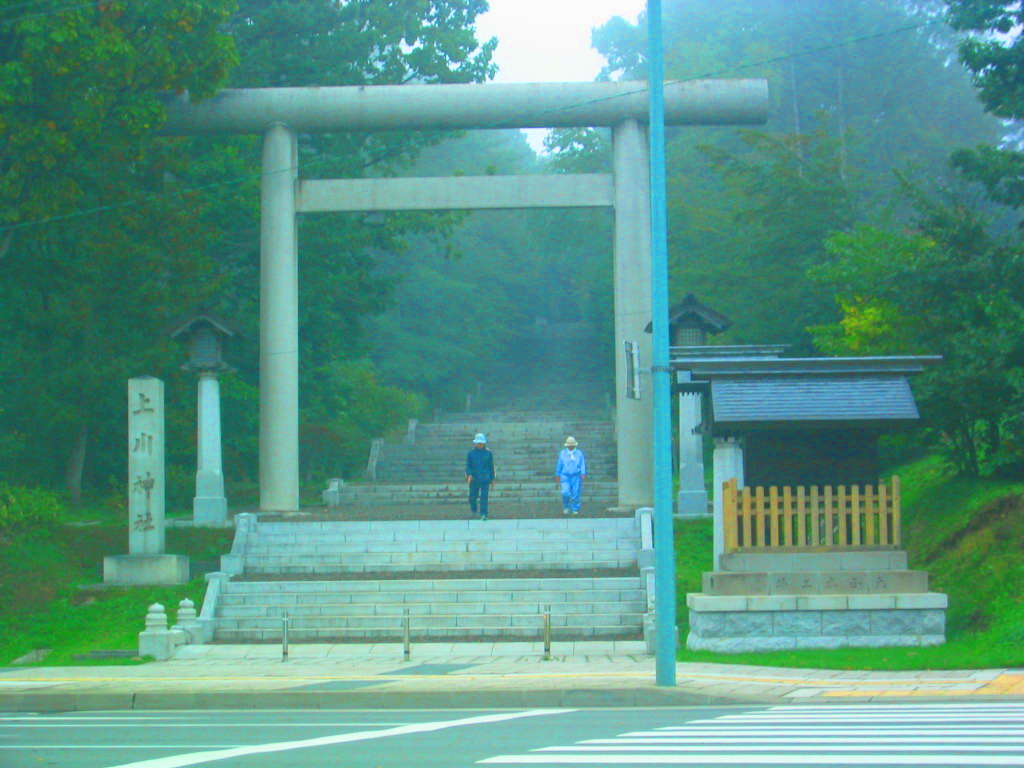
上川神社

上川神社（かみかわじんじゃ）は、北海道旭川市にある神社。旧社格は県社。
境内社として旭川天満宮（あさひかわてんまんぐう）がある。

## 由緒
- 1893年（明治26年）7月15日：上川地方の開拓守護の神並びに旭川の鎮守として、現在の旭川市宮下通4丁目より7丁目に至る地（北海道 (令制)石狩国上川郡）に天照大神1柱を奉祀したのを創祀とする。
- 1898年（明治31年）7月：旭川市6・7条通8丁目に奉遷。
- 1902年（明治35年）12月：旭川市宮下通21丁目に奉遷。
- 1903年（明治36年）1月26日：創立を許可される。
- 1904年（明治37年）7月：大己貴命と少彦名命の2柱を合祀。
- 1906年（明治39年）11月26日：村社となる。
- 1907年（明治40年）6月1日：神饌幣帛料供進神社に指定された。
- 1913年（大正02年）11月14日：無格社の近文神社（1906年(明治39年)8月27日に創立を公認された）を合祀。
- 1915年（大正04年）6月29日：郷社となる。
- 1923年（大正12年）12月18日：県社に昇格。
- 1924年（大正13年）6月6日：明治時代に上川離宮の建設が計画され、実現には至らなかったものの皇室御領地となっていた現在地に移転した。
- 1955年（昭和30年）7月1日：神社本庁の別表神社に指定される。
- 1966年（昭和41年）：大宰府天満宮から分霊を行い、境内社旭川天満宮を設ける。
- 1992年（平成04年）：上川地方の開拓に功労のあった岩村通俊命を合祀。
- 1993年（平成05年）7月：御創祀百年祭を行った。

## 祭神
- 天照大神（あまてらすおおみかみ）
- 大己貴大神（おおなむちのおおみかみ）
- 少彦名大神（すくなひこなのおおみかみ）
- 近文神社の合祀により祭神となった神
  - 豊受姫神（とようけひめのかみ）
  - 大物主神（おおものぬしのかみ）
  - 天乃香久山神（あめのかぐやまのかみ）
  - 建御名方神（たけみなかたのかみ）
  - 譽田分命（ほんだわけのみこと）
  - 敦實親王（あつざねしんのう）
  - 鍋島直正命（なべしまなおまさのみこと）
  - 黒田清隆命（くろだきよたかのみこと）
  - 永山武四郎命（ながやまたけしろうのみこと）
- 岩村通俊命（いわむらみちとしのみこと）
- 旭川天満宮の祭神
  - 菅原道真命（すがわらみちざねのみこと）

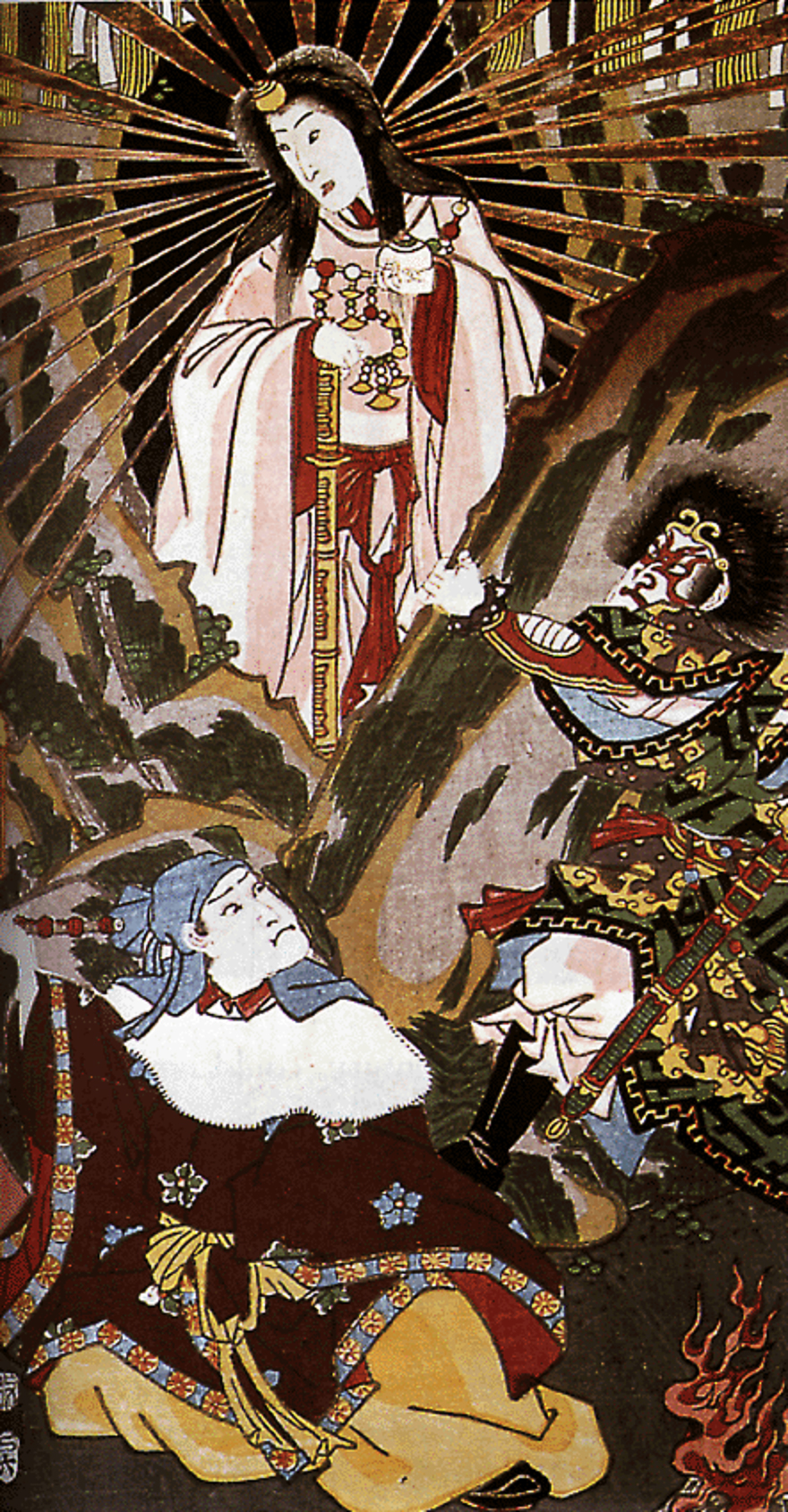
天照大神
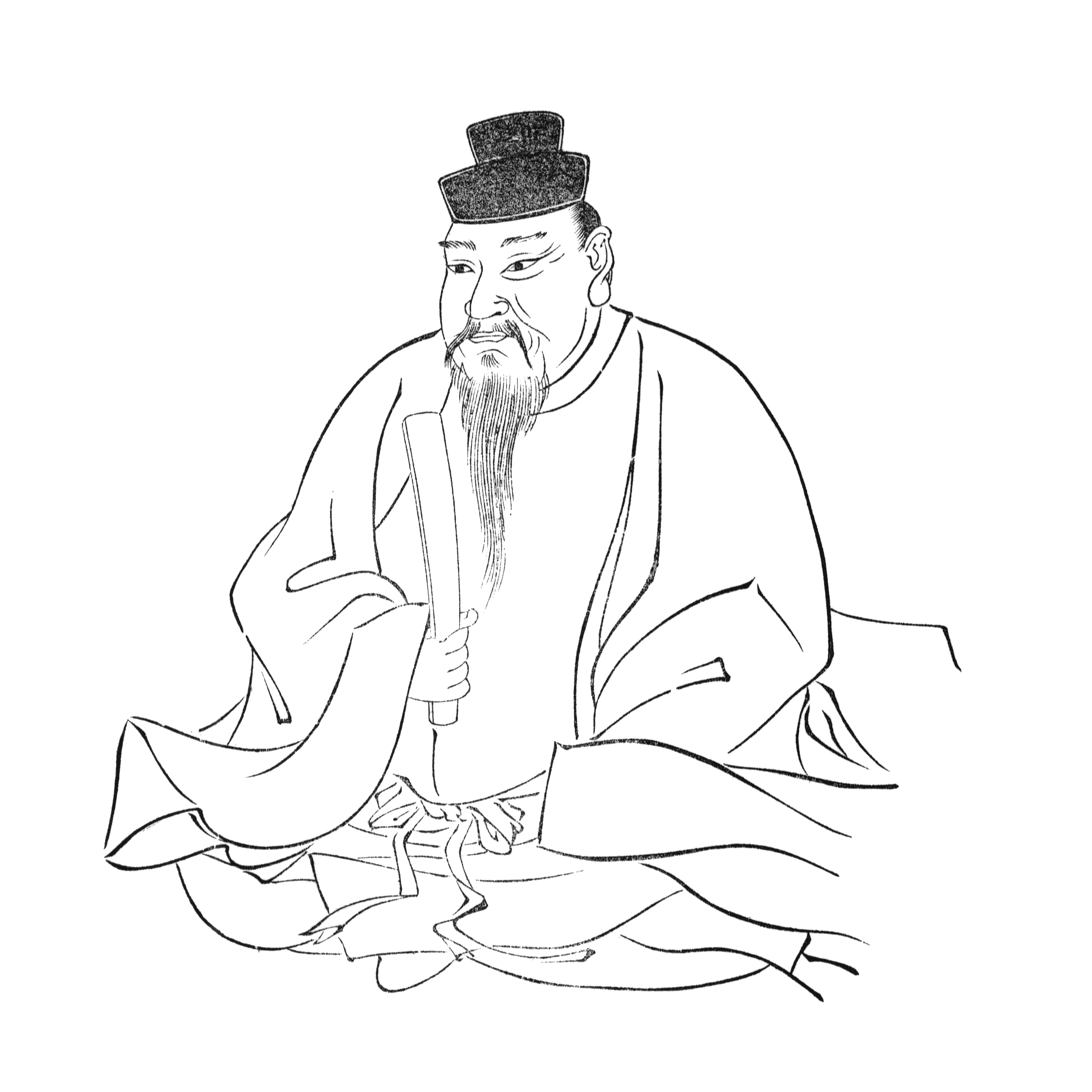
譽田分命（応神天皇）
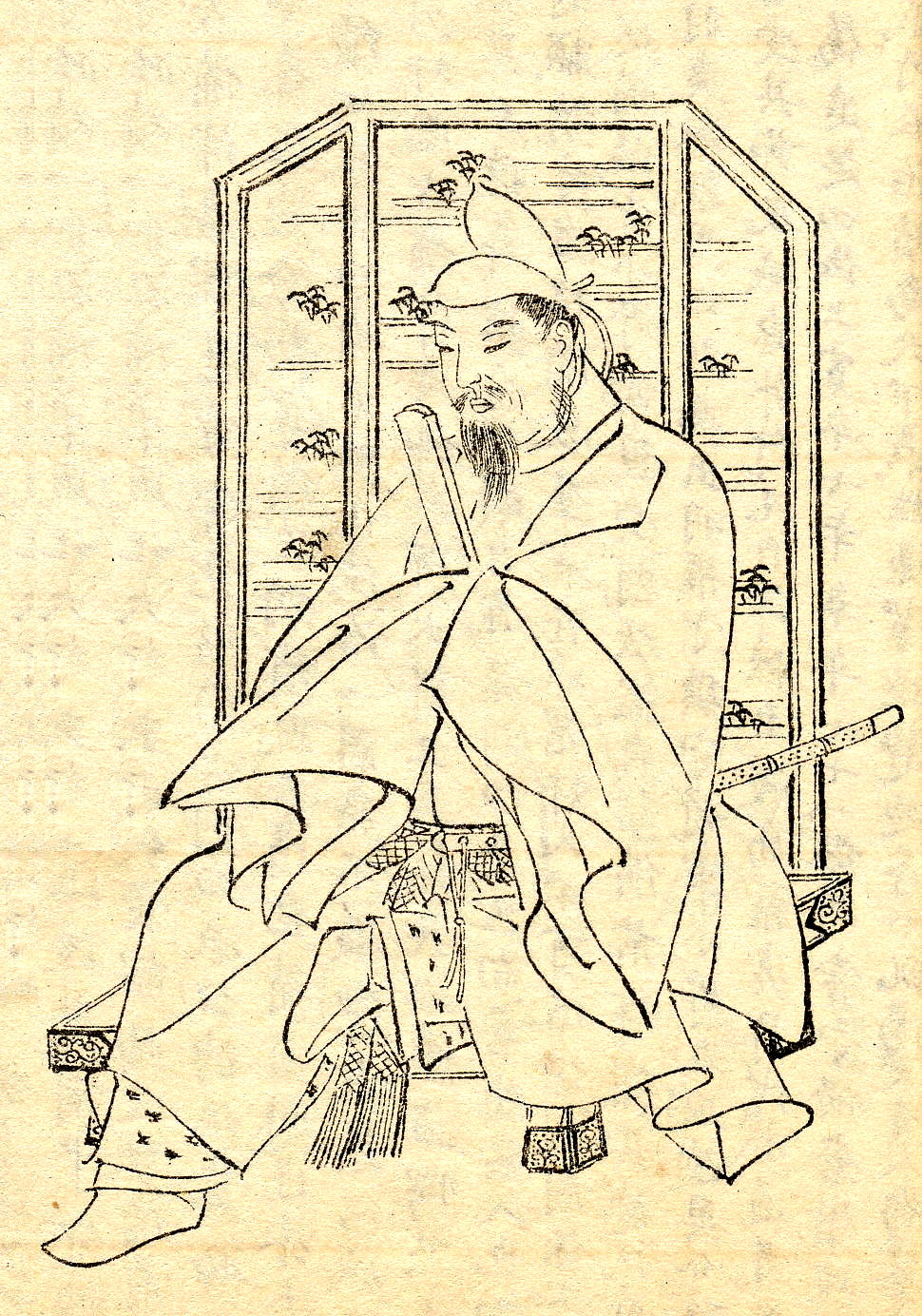
菅原道真命
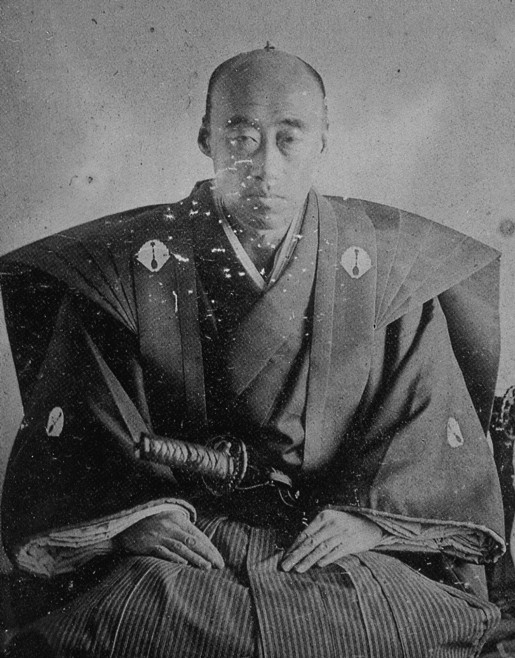
鍋島直正命：初代開拓長官
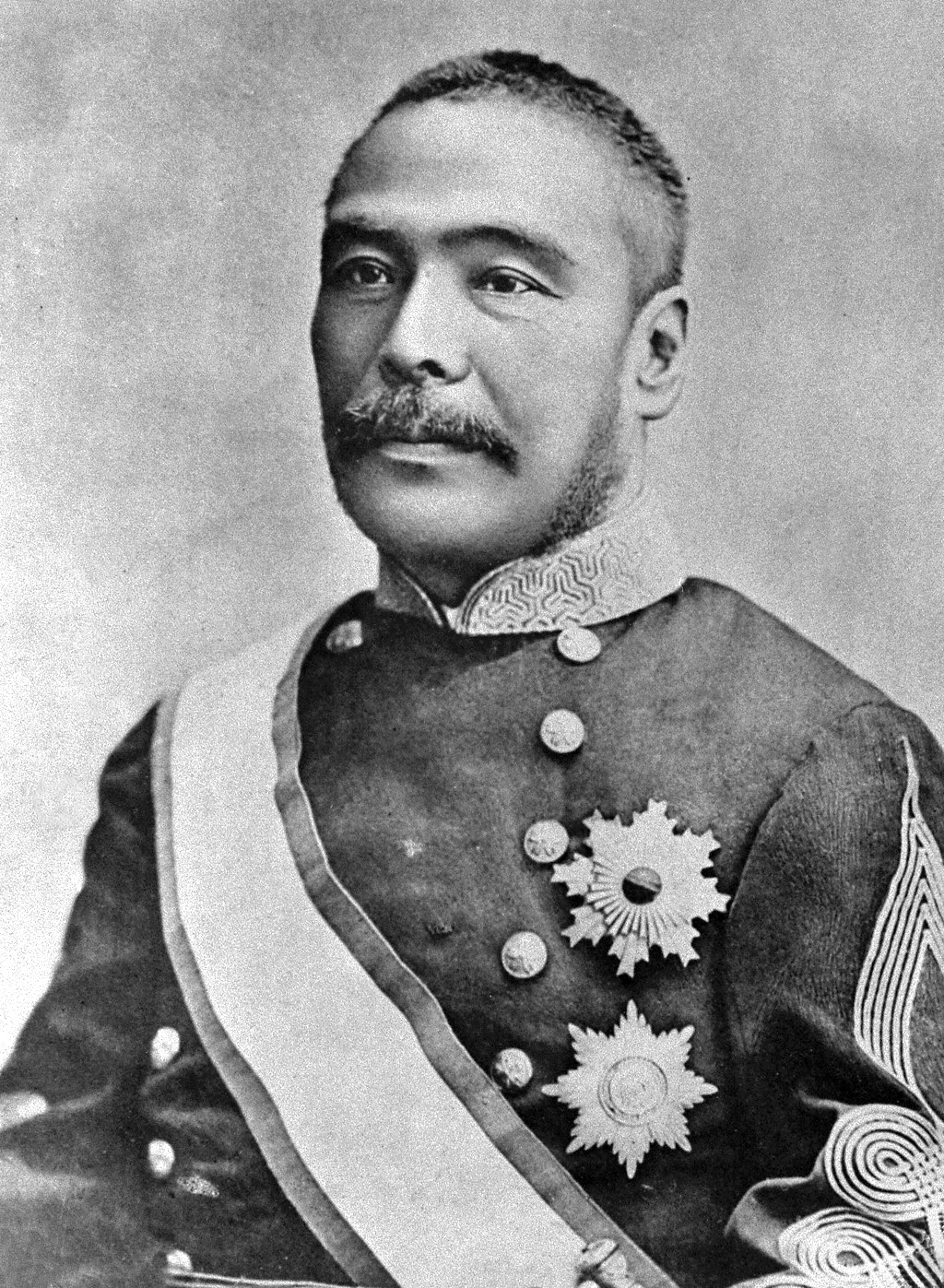
黒田清隆命：第3代開拓長官
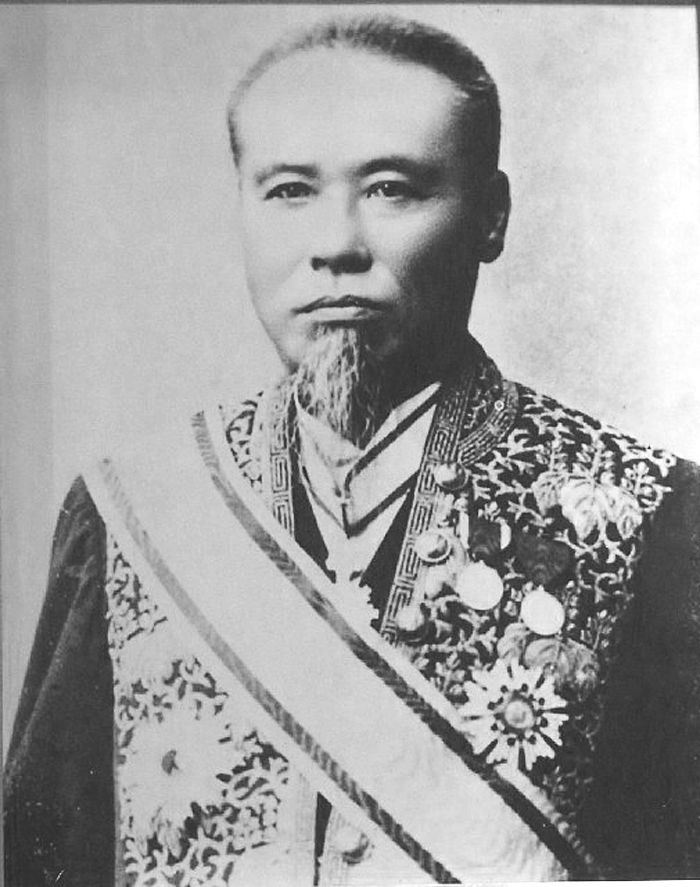
岩村通俊命：初代北海道庁長官
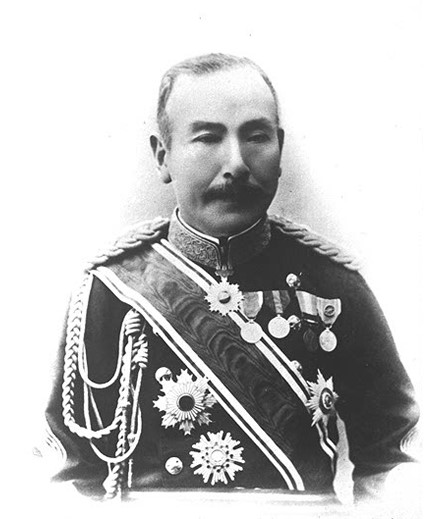
永山武四郎命：第2代北海道庁長官

## 交通
- JR北海道旭川駅から車で約15分

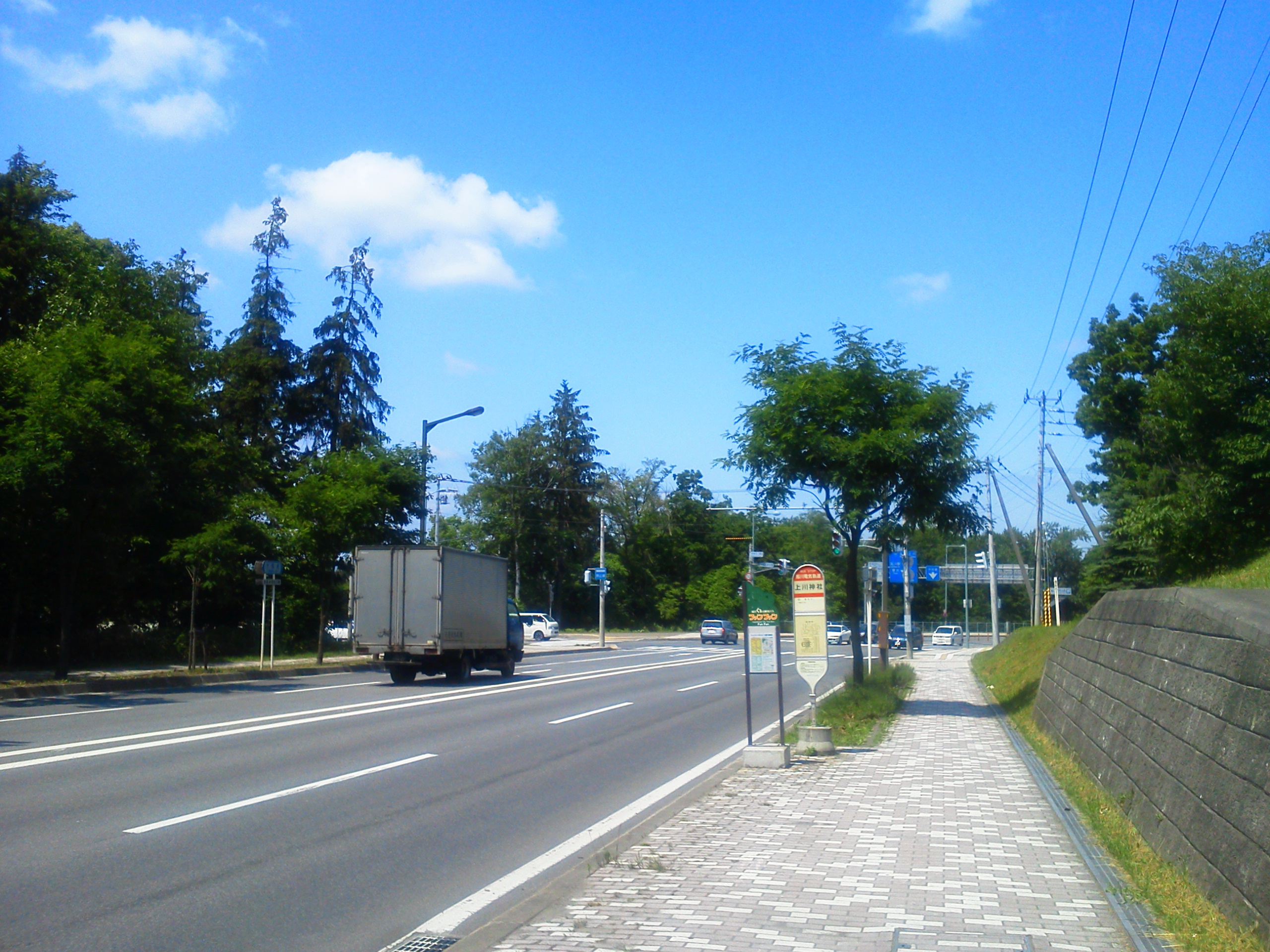
上川神社停留所

- 同駅より旭川電気軌道バスで上川神社停留所下車・徒歩約5分